# Chyna Doll
Chyna Doll è il secondo album in studio della rapper statunitense Foxy Brown, pubblicato nel 1999.

## Tracce
1. The Birth of Foxy Brown (featuring Pam Grier) - 1:27
2. Chyna Whyte - 3:01
3. My Life - 4:27
4. Hot Spot - 3:50
5. Dog & a Fox (featuring DMX) - 2:57
6. JOB (featuring Mýa) - 3:42
7. Bomb Ass -  (featuring Tha Dogg Pound)  - 0:59
8. I Can't (featuring Total) - 4:47
9. Bonnie & Clyde (Part II) (featuring Jay-Z) - 4:50
10. 4-5-6 (featuring Beanie Sigel & Memphis Bleek) - 5:01
11. Ride (Down South) (featuring 8Ball & MJG, Juvenile & Too Short) - 5:41
12. Can U Feel Me Baby (featuring Pretty Boy) - 3:49
13. Baller Bitch (featuring Pretty Boy & Too $hort) - 3:49
14. BWA (featuring Mia X & Gangsta Boo) - 3:26
15. Tramp - 3:28
16. Baby Mother - 1:25
17. It's Hard Being Wifee (featuring Noreaga) - 4:44

## Classifiche
| Classifica (1999) | Posizione raggiunta |
| ----------------- | ------------------- |
| Stati Uniti       | 1                   |